# Берёзовка (приток Ивкины)
Берёзовка — река в России, протекает в Оричевском и Верхошижемском районах Кировской области. Устье реки находится в 30 км по левому берегу реки Ивкина. Длина реки составляет 14 км.
Исток реки в холмах Вятского Увала юго-западнее деревни Кадесниково в 20 км к северо-востоку от посёлка Верхошижемье. Река течёт на восток по лесному массиву. На реке стоят деревни Кадесниково (Коршикское сельское поселение) и Берёзовка (Кучелаповское сельское поселение). В нижнем течении образует границу Оричевского и Верхошижемского районов. Впадает в Ивкину в 1,5 км к югу от посёлка Нижнеивкино.

## Данные водного реестра
По данным государственного водного реестра России относится к Камскому бассейновому округу, водохозяйственный участок реки — Вятка от города Киров до города Котельнич, речной подбассейн реки — Вятка. Речной бассейн реки — Кама.
По данным геоинформационной системы водохозяйственного районирования территории РФ, подготовленной Федеральным агентством водных ресурсов:
- Код водного объекта в государственном водном реестре — 10010300312111100034730
- Код по гидрологической изученности (ГИ) — 111103473
- Код бассейна — 10.01.03.003
- Номер тома по ГИ — 11
- Выпуск по ГИ — 1